# Rašice
Rašice, do roku 1927 Vyšné Rášovo nebo Horný Ráš (maďarsky Felsőrás nebo také Rás) je obec v okrese Revúca na Slovensku. Leží na okraji Revúcké vrchoviny ve Slovenském rudohoří.

## Historie
V roce 1226 je zmíněno sídlo s názvem Raas. V roce 1334 bylo zmíněno sídlo s názvem Raas Superior nebo Keethraas – později Vyšné Rašice. V roce 1773 žilo v Rašicích 24 poddanských rodin, v roce 1828 zde bylo 36 domů a 279 obyvatel, kteří byli zaměstnáni jako zemědělci. Do roku 1918 byla obec součástí Uherska. V letech 1938 až 1944 byla kvůli první vídeňské arbitráži součástí Maďarska. Při sčítání lidu v roce 2011 žilo v Rašicích 123 obyvatel, z toho 115 Maďarů, šest Slováků a dva Romové.
Bývalé Nižné Rašice zpustly během tureckých válek a zůstala z nich jen samota s názvem Ráš nebo také Rašická samota.

## Památky
- Reformovaný (kalvínský) kostel z roku 1309 – postavený v gotickém stylu, přestavěný v roce 1791 v klasicistním stylu.[5]